# 橘莉子 (アイドル)
橘 莉子（たちばな りこ、1997年12月15日 - ）は、日本の元アイドル。

## 略歴
東京都出身。高校生の頃、スカウトを受け事務所に所属、アイドルグループのメンバーとしてデビューしたものの脱退。
2017年8月、週刊ヤングジャンプ主催「サキドルエースSURVIVAL SEASON7」に参加、初の水着グラビアを披露。
2018年7月、週刊プレイボーイ主催「ナツ☆イチッ!オーディション」に参加、再び水着グラビアを披露。
ドクターストップのため2019年3月5日をもって一時活動休止、同年5月2日復帰。
2019年6月30日、「Shine Fine Movement 4thワンマンライブ 〜Final Movement〜」（SPACE ODD）をもってShine Fine Movementとしての活動を終了したが、その場で咲希・南桜との3人でcharm*charmとして活動することを発表。同年8月30日、「ようこそ!! ワンガン夏祭り THE ODAIBA 2019」にてcharm*charmとしての初ライブを行った。

## 人物・エピソード
元々警察官志望で、一度辞めたアイドル活動を再開するつもりはなかったのだが、南桜が出演するトークショーを観に行ったときにコロムビアアイドルオーディションの審査員を務めていた人物に声をかけられたこと、南桜から「（LTGに）入ってほしい」と泣いてお願いされたため応募した。
seeDreamではリーダーを務めていたが、Shine Fine Movementでは最年長でアイドル活動歴も長いにもかかわらず、LTGに加入したばかりの咲希をリーダーとしたのは、リーダーをやっていて辛かったことが多かったことに加え、元々アイドルファンであった咲希の方がアイドルの知識や心得に詳しく、またLTGにずっといた自分よりも新メンバー（の咲希）がリーダーを務めることで新しい形ができるのではないかと考えたため。

## 出演
※ seeDream時代のものはコチラ。
※ Shine Fine Movement時代のものはコチラ。

## 書籍
※ seeDream時代のものはコチラ。
※ Shine Fine Movement時代のものはコチラ。